# Haus der Mutter Maria

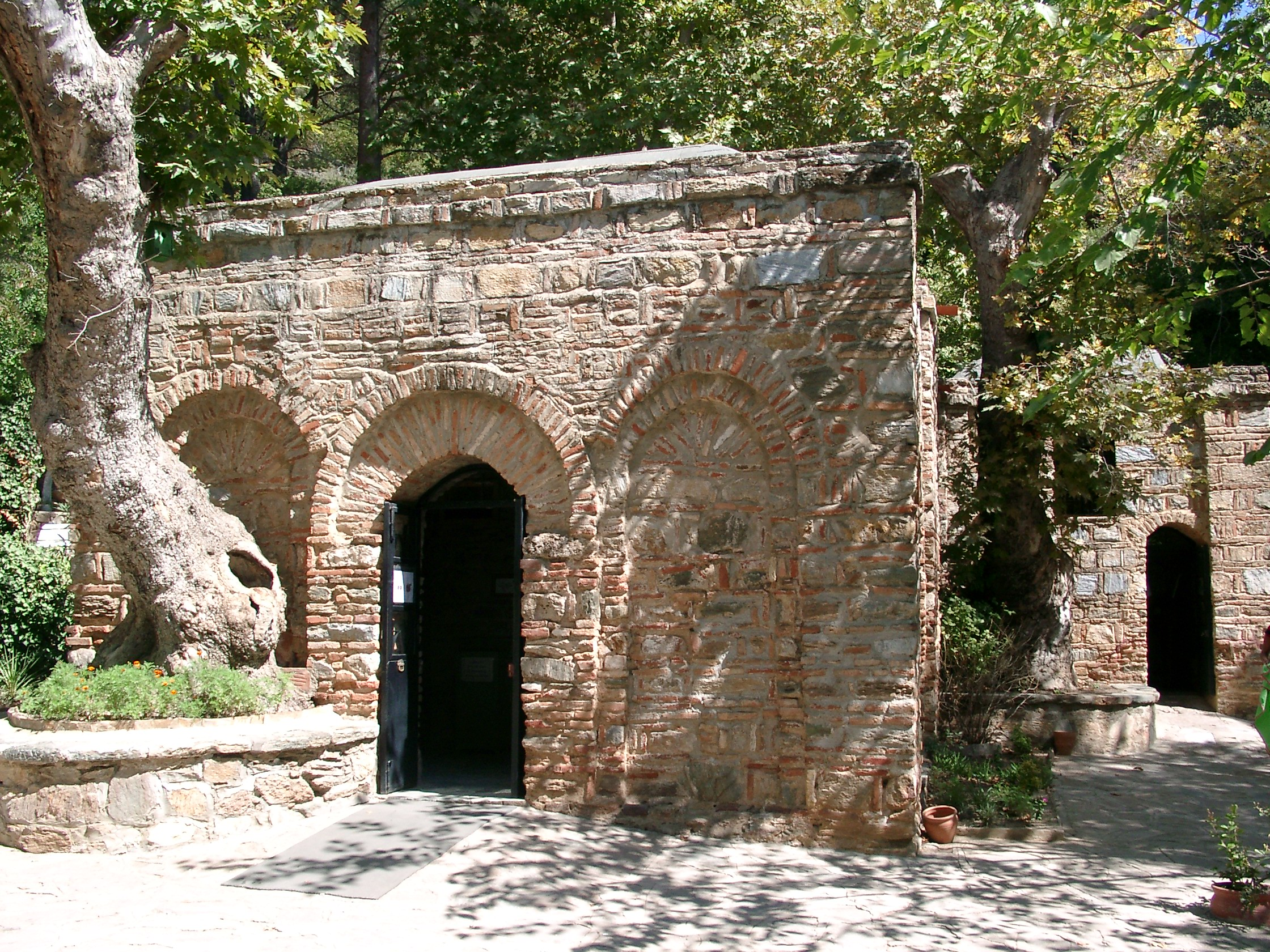
Vorderseite mit dem Eingang zum Vestibül des Hauses der Meryemana („Mutter Maria“)

Das Haus der Mutter Maria (türkisch Meryem ana evi) nahe der antiken Stadt Ephesos ist ein restauriertes byzantinisches Kirchen- oder Klostergebäude, das von Pilgern als zeitweiliger Wohnort und mögliches Sterbehaus Marias, der Mutter Jesu, betrachtet wird.

## Name, Lage, Bestand
Das seit den 1890er Jahren zunächst unter dem Namen Panaghia-Capouli (wörtlich „Tore der Allerheiligsten“, also sinngemäß „Haus der Heiligen Jungfrau“, griechisch Παναγία-Καπούλη, türkisch Panayia Kapılı, deutsch auch Panagia Kapuli) bekannt gewordene Marienheiligtum liegt etwa 7 km südwestlich der modernen Stadt Selçuk in 380 m Höhe auf dem Westabhang des Ala Dağı, einem in der Antike Solmissos genannten Berg südlich des Nachtigallenbergs (Bülbül Dağı), einige Kilometer außerhalb der lysimachischen Stadtmauer. Es wurde auch Monastiri üç Kapu („Kloster zu den drei Toren“) genannt. Unterhalb des Hauses entspringt eine Quelle. Im Hain weiter unterhalb der Anlage befindet sich außerdem ein rechteckiger, von Säulenarkaden begrenzter Platz („Atrium“) mit einem 1964 entdeckten mittelalterlichen Wasserreservoir, das von seiner Form her an ein übergroßes Ganzkörpertaufbecken erinnert und manchmal als Hinweis auf eine frühchristliche Benutzung der Ortslage als Taufplatz aufgefasst wurde. Das Gelände ist parkähnlich gestaltet und bietet einen „herrlichen Ausblick“ (Scherrer) bis auf das knapp 6 km entfernte Ägäische Meer.

## Geschichte

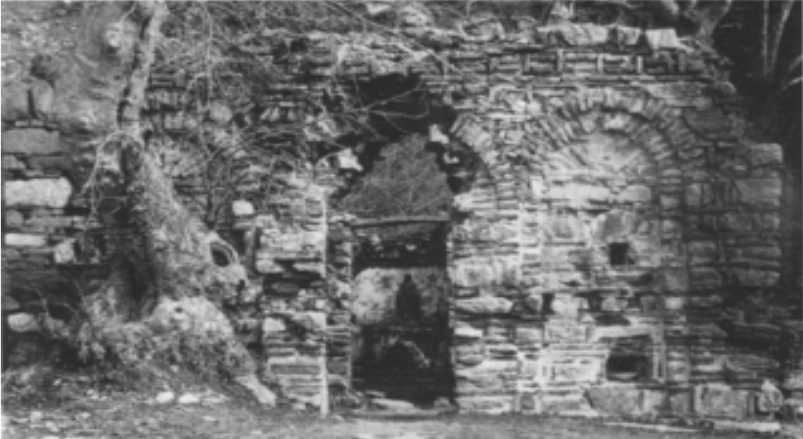
Eingang zum Marienhaus, wie er am 29. Juli 1891 von den Entdeckern vorgefunden wurde

Henri Jung, einer der Entdecker und erster Leiter der Umbauarbeiten

Die heutige Wallfahrtsstätte geht zurück auf die Schriften von Clemens Brentano über angebliche Visionen der Anna Katharina Emmerick, die die letzte Wohnstätte und das Grab der Mutter Jesu detailliert beschrieben haben soll. Brentanos 1852 posthum veröffentlichte Erzählung Das Leben der hl. Jungfrau Maria verarbeitet in den Passagen über den Tod Mariens in Ephesos (ab Seite 404) Angaben Emmericks, die ihm zum größten Teil 1821 mitgeteilt wurden. Hier wird erzählt, der Apostel Johannes sei mit Maria nach Ephesos gezogen und habe mit ihr ein Haus bewohnt, von dem aus man auf das Meer sehe. Hier sei Maria auch begraben worden, und man werde das Grab eines Tages finden.
Die Verbreitung der von Edmond de Cazalès (1804–1876) veröffentlichten französischen Übersetzungen der Brentano-Schriften über Anna Katharina Emmerick weckte seit den 1870er Jahren bei einigen französischen Geistlichen, die von der Zuverlässigkeit der Beschreibungen überzeugt waren, den Wunsch, das Sterbehaus der heiligen Maria in Ephesos zu lokalisieren. Als Erster bereiste der stellungslose Pariser Priester Julien Gouyet († 1899) das Gebiet und fand das spätere Marienhaus nach eigenen Berichten bereits am 18. Oktober 1881. Seine Angaben wurden aber von den kirchlichen Stellen nicht ernst genommen, und die Expedition geriet in Vergessenheit. Die Initiative für eine erneute Suche ging zehn Jahre später von der französischen Adligen und Vinzentinerin Adèle Marie de Mandat-Grancey (1837–1915) aus, die zu jener Zeit als Oberin am französischen Marinekrankenhaus in Smyrna tätig war. Nach Lektüre der Emmerick-Gesichte drängte sie ihren Beichtvater, den aus dem Elsass stammenden Lazaristen Henri Jung (184?–1929), zu einer Expeditionsreise. Mit Zustimmung des Superiors der Lazaristen in Smyrna, Eugène Poulin (1843–1928), brach Jung im Sommer 1891 zusammen mit einem Mitbruder, dem späteren Madagaskar-Missionar Benjamin Vervault (1843–1912), nach Ephesos auf und durchstreifte das küstennahe Bergland. Auf einer ihrer Wanderungen stießen die Lazaristen, beide ehemalige Soldaten, mit Hilfe einheimischer Führer (die möglicherweise bereits Gouyet begleitet hatten) auf dem Berg nahe Ephesos auf eine Hausruine, die nach ihrer Ansicht der Beschreibung aus den visionären Aufzeichnungen entsprach. Eine von Pater Poulin im August 1891 mit zwei ortskundigen Begleitern entsandte fünfköpfige Kommission bestätigte ihre Vermutung.
Nach Verhandlungen mit der türkischen Regierung kaufte Schwester Mandat-Grancey das Gelände im November 1892 mit dem von ihrer Familie ererbten Vermögen auf und ließ das Haus von Lazaristenpatres und einheimischen Mitarbeitern des Ordens unter Leitung von Pater Jung wiederherrichten. Seit 1896 wurden jährliche Wallfahrten zum Marienhaus organisiert. In den darauf folgenden Jahren fanden umfangreiche Aufräum-, Restaurierungs- und Ausgrabungsarbeiten an dem Haus und in der Umgebung statt, wo man vor allen Dingen das Grab der Jungfrau Maria aufzufinden versuchte. Dabei wurden in der Nähe des rechteckigen Vorplatzes westlich der Kirche mehrere Grablegen aus byzantinischer Zeit entdeckt. Auch der Wald oberhalb der Anlage wurde mit Unterstützung einheimischer Helfer nach Spuren eines dort aufgrund der Angaben Emmericks vermuteten Kreuzwegs abgesucht. Zwischen 1898 und 1902 wurde der vorläufige Wiederaufbau der baufälligen Kirche abgeschlossen, die ein provisorisches Schutzdach erhielt. 1903 entstand auf dem Vorplatz ein Wohnhaus für Gäste und einige Schwestern. Bis zu ihrem Tod hielt sich die Stifterin oft auf dem Gelände auf, kümmerte sich um die Gestaltung, Bewirtschaftung und Bepflanzung der Anlage, widmete sich dem Gebet und hieß Besucher und Pilger willkommen.
1910 überschrieb die Gründerin das Grundstück an den Lazaristenoberen Pater Poulin. Im Ersten Weltkrieg wurde die Gegend zum militärischen Sperrgebiet erklärt und der verlassene Besitz 1917 von den türkischen Behörden konfisziert. Als die Lazaristen 1920 während des Griechisch-Türkischen Krieges nach Ephesos zurückkehrten, fanden sie das Gelände in einem verwilderten und demolierten Zustand vor. Ab 1926 konnte der religiöse Betrieb in beschränktem Umfang wieder aufgenommen werden, kam jedoch nach 1936 erneut zum Erliegen. Erst 1947 wurden die Besitzverhältnisse vom türkischen Staat endgültig anerkannt. Ab 1949 wurden die Wallfahrten wieder regelmäßig veranstaltet; nach 1950 baute die türkische Tourismusbehörde eine asphaltierte Zufahrtsstraße zu dem Heiligtum. Gleichzeitig wurde das Marienhaus selbst erneuert. 1952 wurde das Eigentum einer Gruppe von Miteigentümern unter Führung des katholischen Ortsbischofs übertragen. Seit 1955 gehört das Heiligtum einer privaten Vereinigung aus den USA (The American Society of Ephesus), die der amerikanische Telekommunikationsunternehmer George B. Quatman (1890–1964) aus Cincinnati, Ohio, kurz zuvor als Stiftung zum Zweck der Unterhaltung des Marienhauses und anderer ephesinischer Gedenkstätten errichtet hatte. Die Wallfahrtsleitung ist seitdem mit den amerikanischen Kolumbusrittern verbunden.

## Archäologie

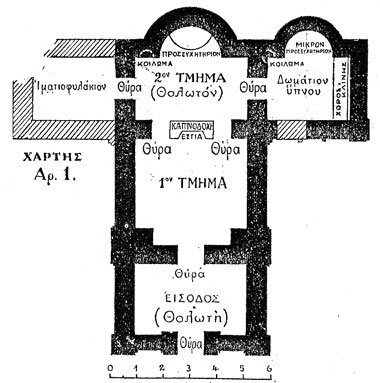
Grundriss der auf den vorgefundenen Grundmauern restaurierten Anlage Panaghia-Capouli (1895).
Die linke (nördliche) Seitenkapelle konnte wegen Gründungsschäden nicht aufgebaut werden. In der rechten Seitenkapelle soll sich entsprechend den seherischen Beschreibungen Emmericks die Schlafstatt Marias auf einer Holzpritsche (ganz rechts an der Wand eingezeichnet) befunden haben.

Das heutige Gebäude ist ein über den aufgefundenen Resten errichteter, weitgehend rekonstruierter Bau, der sich an den Beschreibungen Emmericks orientiert. Die letzten baulichen Eingriffe fanden 1951 zusammen mit den Umbauten der Gesamtanlage statt, mit denen die Wallfahrtsstätte ihre heutige Gestalt erhielt.
Nach Ansicht von Archäologen, die das Gelände in den ersten Jahrzehnten nach der Entdeckung begutachtet und zum Teil besichtigt haben, sollen die historischen Bestandteile des Bauwerks aus dem 5. bis 7. nachchristlichen Jahrhundert stammen; sie sind jedenfalls nicht vor der byzantinischen Epoche anzusetzen. Ältere Fundamente des Baus, die womöglich auch aus dem 1. Jahrhundert nach Jesu Geburt stammen könnten, sind grundsätzlich denkbar und werden von Befürwortern der Echtheit bis heute vorausgesetzt, konnten aber auch bei der im Jahr 1961 durchgeführten Freilegung der Grundmauern nicht nachgewiesen werden. Die Körper in den westlich der Kirche aufgefundenen Tonplattengräbern waren mit dem Kopf in Richtung Kirche bestattet und hielten byzantinische Münzen aus dem 7. und 8. Jahrhundert in der Hand.
Systematische archäologische Untersuchungen fanden erst zwischen 1965 und 1967 unter der Leitung des italienischen Archäologen Adriano Prandi (1900–1979) statt, der 1957 auch das angebliche Petrusgrab in Rom untersucht hatte. Prandi zufolge handelt es sich bei dem in Resten erhaltenen Sakralbauwerk um eine spätbyzantinische Kapelle aus dem 13. Jahrhundert, die ursprünglich mit einer Kuppel gedeckt war. Bauliche Asymmetrien lassen auf einen älteren Vorgängerbau schließen, auf den man bei Errichtung des Gebäudes Rücksicht nahm, was besonders deutlich an der südlichen Seitenkapelle („Schlafzelle“, heutiges „Koranzimmer“) zu erkennen ist, auf die sich Prandis Ausgrabungen konzentrierten. Obwohl auch dort keine eindeutigen Datierungshinweise gefunden werden konnten, hielt Prandi eine Vorgängerbebauung aus dem 2. oder 3. Jahrhundert für wahrscheinlich. Unter Einbeziehung der von den Laienausgräbern der Entdeckungszeit dokumentierten Ausgrabungsbefunde aus der Umgebung wurde die gesamte Anlage als spätbyzantinisches Kloster interpretiert, das auf den Resten einer auf Terrassen angelegten römischen Villa des 2. bis 3. Jahrhunderts n. Chr. errichtet worden ist. Dem widersprach im Jahr 2002 der Kapuziner Egidio Picucci, der als Zeitraum der ursprünglichen Bebauung das 4. Jahrhundert annimmt.
Die jüngste archäologische Untersuchung wurde nicht an der Kapelle selbst, sondern im Garten der Anlage ca. 80 Meter westlich des Hauses vorgenommen. Dort führte das österreichische Grabungsteam von Ephesos im Jahr 2003 zwei Sondierungsgrabungen im Auftrag der türkischen Denkmalbehörde durch, nachdem sich Gerüchte über einen dort vergrabenen gläsernen Sarg mit dem Leichnam der Gottesmutter verbreitet hatten, der bei einer Mauerreparatur in den 1950er Jahren für kurze Zeit sichtbar gewesen sein soll. Während sich diese Gerüchte nicht bestätigten, lässt die Auswertung des keramischen Fundmaterials aus den ungestörten Schichten der Grabung den Schluss zu, dass die antike Villa nicht wie bisher angenommen im 2. bis 4. Jahrhundert n. Chr. errichtet wurde, sondern zumindest das Atrium des Wohnhauses bereits im 1. Jahrhundert v. Chr. bestand.

## Lokaltraditionen
Da sich archäologisch aus bisherigen Untersuchungen keine Bestätigung für eine christliche Nutzung des Platzes in apostolischer Zeit gewinnen ließ, ein Grab aus dieser Zeit nie gefunden wurde und die Funktion und das Aussehen der vermuteten antiken Bebauung vor Errichtung der byzantinischen Kirche bislang nicht zu rekonstruieren sind, stützen die Anhänger der Marientradition ihre Meinung auf indirekte Aufweise in ortsbezogenen Überlieferungen, die nach ihrer Ansicht eine Verbindung Marias mit Ephesos nahelegen.
Wie schon bei Brentano wird auch von modernen Vertretern der ephesinischen These grundsätzlich das in Ephesos verehrte Grab des Apostels Johannes als Indiz herangezogen, da die Mutter Jesu gemäß dem Bibelwort „Siehe, deine Mutter!“ (Joh 19,26-27 ) nach den Osterereignissen bei Johannes gelebt habe. Nach dieser Auffassung hat Maria die letzten Jahre ihres Lebens in Ephesos verbracht, wohin sie zusammen mit dem Jünger Johannes vor Christenverfolgungen unter Herodes Agrippa I. aus Jerusalem geflüchtet sein soll.
Im Ruinenfeld von Ephesos (4 km Luftlinie bzw. 9 km Wegstrecke vom Marienhaus entfernt) befinden sich gut erhaltene Reste der ersten bekannten Marienkirche, die auf eine römische Hallenanlage aus dem 2. Jahrhundert n. Chr. zurückgeht und nach älterer Forschungsmeinung im 4. Jahrhundert während der Regierungszeit Kaiser Konstantins errichtet wurde. In dieser Kirche fand im Jahre 431 das Konzil von Ephesos statt, das die theologische Marientitulatur als „theotokos“ („Gottesgebärerin“) bestätigte. Da es in dieser Zeit üblich gewesen sei, Kirchen nur nach solchen heiligen Personen zu benennen, die tatsächlich am betreffenden Ort gelebt hatten, werten Befürworter dies als Hinweis auf das hohe Alter bzw. die Echtheit einer später in Vergessenheit geratenen Überlieferung über Marias Wohnort. Dieser Schlussfolgerung wird von Altertumswissenschaftlern allerdings widersprochen. Neuere Grabungsbefunde lassen zudem vermuten, dass die Kirche ihre Marientitulatur nicht vor dem Jahr 500 erhalten haben kann. Auch die Abhaltung des Konzils in Ephesos hatte ausweislich der bekannten historischen Quellen rein praktische Gründe und hing nicht mit einer besonderen Beziehung Marias zu dem Ort zusammen. Pilger besuchten Ephesos in frühbyzantinischer Zeit hauptsächlich des Johannesgrabes wegen, während von einem Marienheiligtum vor und nach 431 in Pilgerberichten keine Rede ist. Erst in mittelbyzantinischer Zeit lassen sich im syrisch-ostkirchlichen Bereich verschiedene Vertreter benennen, die einen Alterswohnsitz Marias in Ephesos bejahten, darunter Moses bar Kepha († 903), Dionysius bar Salibi († 1171) und Michael der Syrer († 1199). Dagegen konnte diese Annahme im Westen nie Fuß fassen und kam hier erst in der späteren Neuzeit auf.
Weiter wird auf eine Lokaltradition der damals im benachbarten Ort Çirkince (heute Şirince) ansässigen christlichen Bevölkerung verwiesen, die „von ihren Vorfahren seit unvordenklicher Zeit“ die Überzeugung übernommen hätten, Maria sei auf dem Berg südlich Ephesos „entschlafen“. Von diesen griechischsprachigen Christen wurde auch die Bezeichnung Panaghia-Capouli für das Heiligtum übernommen. Im August 1897 pilgerten über 200 einheimische orthodoxe Christen aus der Gegend von Çirkince aus eigenem Antrieb zu dem neu eröffneten Kirchlein. Die traditionellen Anschauungen dieser Christen, von denen bereits die Entdecker des Marienhauses beeindruckt waren und sich in ihrer Überzeugung der Echtheit des Sterbehauses bestärkt fühlten, stammen allerdings aus der Neuzeit und sind zuerst im 19. Jahrhundert nachzuweisen.

## Überlieferungen zum Tod Marias
Gegen einen Tod Marias in Ephesos spricht die ältere kirchliche Tradition, die von ihrem Aufenthalt in Kleinasien anscheinend nichts wusste und das Grab Marias spätestens seit dem 4. Jahrhundert im Kidrontal im Osten Jerusalems verehrte. Die dortige Legende wird oft auf das Zeugnis Melitons von Sardes († um 180) zurückgeführt, was aber ebenfalls sehr fraglich ist. Die Vorstellung von Marias Tod im Kreis der Apostel in Jerusalem verbreitete sich besonders seit dem 6. Jahrhundert durch die Schilderung des Pseudo-Dionysius Areopagita, der sich als Augenzeuge dieses Geschehens bezeichnete, und war im Mittelalter auch im Westen die einzige geläufige Tradition. Sie wurde nicht zuletzt durch ihre Aufnahme in die Legenda aurea populär. Das Jerusalemer Mariengrab wird bis heute von der Orthodoxie verehrt und für authentisch gehalten. Es wurde auch vom Franziskanerorden und seiner Kustodie des Heiligen Landes lange propagiert und gefördert.
Das Bestehen abweichender Traditionen zum Sterbeort Mariens wird erstmals um 375 bei Epiphanios von Salamis bezeugt, der bereits zu dem Schluss kommt, man wisse darüber nichts Zuverlässiges. Immerhin bestätigt Epiphanios, dass bereits zu seiner Zeit einige die Auffassung vertraten, Maria habe mit Johannes in Asien gewohnt und sei dort gestorben oder entrückt worden. Eine solche Überzeugung wird auch durch eine Stelle in einem Brief der Konzilsväter von Ephesos aus 431 an den Klerus angedeutet, dessen Text aber durch Abschreibfehler unklar überliefert ist. Der Kirchengeschichtsschreiber Gregor von Tours erwähnt im 6. Jahrhundert „vier Mauern ohne Dach“, die „auf einem Berggipfel in der Nähe von Ephesos“ erhalten seien und in denen Johannes gehaust habe; von Maria spricht er in diesem Zusammenhang jedoch nicht.
Es ist sehr wahrscheinlich, dass Brentano diese Diskussionen und Belegstellen kannte und bei der Abfassung seines Marienlebens, bei der er neben seinen Aufzeichnungen über die Visionen Emmericks umfangreiches Zusatzmaterial benutzte, einbezog. Jedenfalls war die Hypothese vom Tod Marias in Ephesos unter Vertretern der frühen historisch-kritischen Bibelforschung im 18. Jahrhundert verbreitet. In der römisch-katholischen Kirche neigte Papst Benedikt XIV. († 1758) dieser Hypothese zu. In der heutigen Forschung ist die Ephesos-Hypothese praktisch aufgegeben worden, da es dafür keine belastbaren Hinweise gibt und die auf dem romantischen Religions- und Wirklichkeitstsverständnis Brentanos basierenden, archäologisch unbelegbaren Annahmen über das Haus auf dem Ala Dağı keine wissenschaftliche Beweiskraft besitzen.

## Kirchliche Anerkennung

Die Gründerin Sr. Marie de Mandat-Grancey (r.) mit einer Einheimischen im Garten des Heiligtums (um 1900)

Eine im Auftrag des Erzbistums Smyrna durchgeführte Untersuchung kam im Dezember 1892 zu dem Ergebnis, die Annahme, wonach die Gottesmutter Maria in dem Haus verstorben sein könnte, sei wissenschaftlich und theologisch vertretbar. In den darauf folgenden Jahren entwickelte sich unter Theologen und Wissenschaftlern eine zum Teil sehr leidenschaftlich geführte Kontroverse um die Zulässigkeit dieser Hypothese, in deren Verlauf Eugène Poulin und nach dessen Tod andere vinzentinische Autoren wie Joseph Euzet (1873–1961) die Richtigkeit der Annahmen vehement verteidigten.
1895 ließ sich Papst Leo XIII. über die Entdeckung berichten und verbot im Jahr darauf den bis dahin mit dem Besuch des konkurrierenden, traditionellen Mariengrabs in Jerusalem verbundenen Plenarablass für alle Zeiten. 1903, im Jahr seines Todes, plante er noch die Entsendung einer päpstlichen Kommission in die Türkei zur Untersuchung der Fundstätte.
Sein Nachfolger, Pius X., empfing 1912 die Gründerin des Heiligtums und erkundigte sich, ob das Grab Mariens mittlerweile gefunden worden sei. Obwohl dies nicht der Fall war, gewährte er einer Gruppe von Besuchern der Pilgerstätte 1914 einen vollständigen Ablass von Sündenstrafen. Im Februar 1921 fand im Lateran mit Beteiligung zahlreicher Kurienvertreter eine Tagung des Päpstlichen Römischen Priesterseminars über die Frage der Zulässigkeit von Wallfahrten zum „Haus Mariens“ statt. Im Ergebnis der Fachdiskussionen prägte der österreichische Kapuziner und Bibelgelehrte Michael Hetzenauer (1860–1928) die offiziell bis heute bevorzugte Sprachregelung, wonach die Annahme eines zeitweiligen Aufenthalts Marias in Ephesos auch unabhängig von der Beantwortung der Frage, wo die Heilige verstorben ist, möglich sei.
Schließlich erklärte Papst Pius XII. Mariens Haus im August 1951 zum katholischen Wallfahrtsort (Sanctuarium, „Heiligtum“). Bei der Dogmatisierung der leiblichen Aufnahme Mariens in den Himmel im Jahr zuvor hatte der Papst darauf verzichtet, den Ort des Todes und der Himmelfahrt der Gottesmutter näher zu bestimmen.
Papst Johannes XXIII., der in den 1930er Jahren als apostolischer Delegat in der Türkei tätig gewesen war und die Kultstätte anlässlich der 1500-Jahr-Feier des Konzils von Ephesos 1931 selbst besucht haben soll, sandte 1960 zum Fest der Darstellung des Herrn eine spezielle Kerze zu dem Haus. Solche Kerzen werden nur bedeutenden Marienwallfahrtsorten gestiftet. 1961 gewährte er katholischen Pilgern, die das Haus in gläubiger Absicht besuchen, für alle Zeiten einen Plenarablass.
Papst Paul VI. besuchte das Haus am 26. Juli 1967 und bekräftigte die Zulässigkeit der Verehrung. Papst Johannes Paul II. besuchte es am 30. November 1979, Papst Benedikt XVI. am 29. November 2006 (kurz nach seiner Regensburger Rede); alle drei Päpste feierten jeweils eine Messe an der Wallfahrtsstätte. Jedes Jahr findet dort zu Mariä Himmelfahrt am 15. August ein Festgottesdienst statt.

## Interreligiöse Pilgerstätte

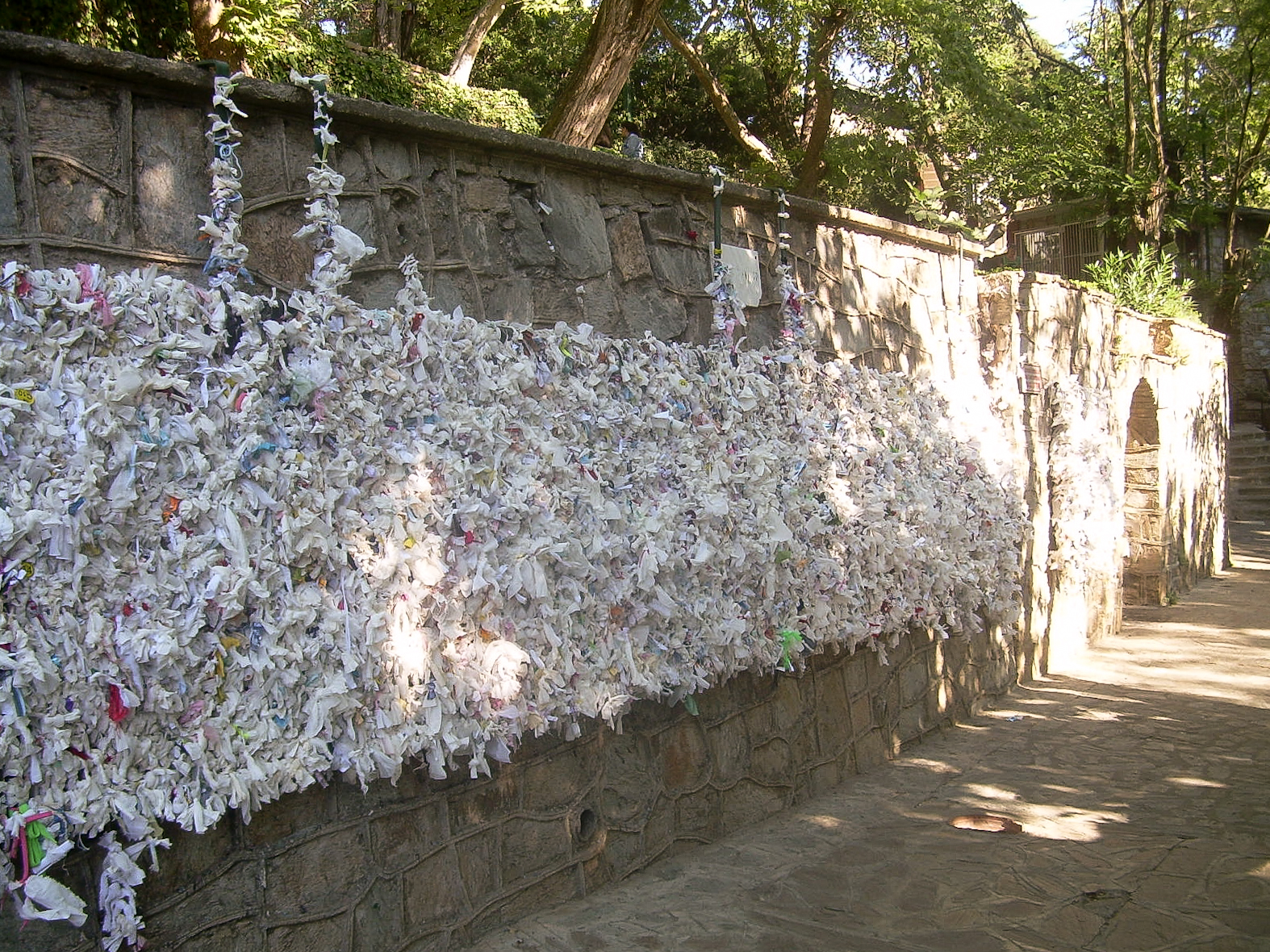
An der Mauer der Quelleinfassung (Torbögen im Hintergrund ganz rechts) unterhalb des Hauses befestigen Pilger tausende von Zetteln mit ihren Gebetswünschen. Sie werden von der Wallfahrtsleitung einmal jährlich abgenommen und verbrannt.

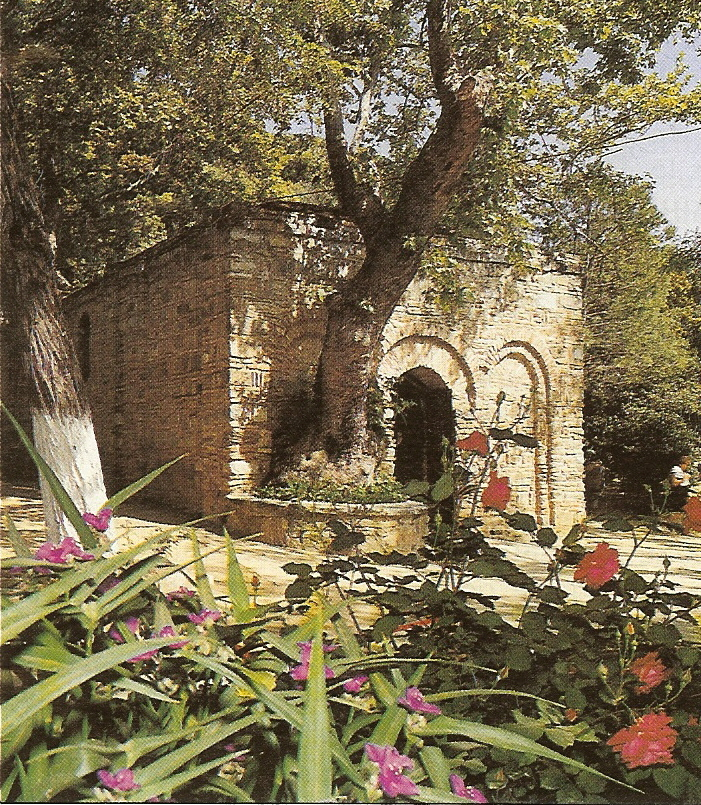
Gesamtansicht des Hauses von Nordwesten

Auch Muslime – besonders Frauen – besuchen die Wallfahrtsstätte und verehren dort Maryam als Mutter des Propheten Isa. In den frühen Jahren übertraf die Zahl der muslimischen Besucher die der christlichen Pilger bei weitem. Der zu Beginn des offiziellen Wallfahrtsbetriebs in den 1950er Jahren für die Pilgerstätte zuständige römisch-katholische Erzbischof von Smyrna, Joseph Descuffi CM (amtierte 1937–1965), berichtete 1958 und 1964 ebenfalls von einer großen muslimischen Beteiligung am Pilgeraufkommen. Demnach lag die Verteilung zwischen christlichen und muslimischen Besuchern damals bei etwa 60:40. Die 1915 verstorbene Gründerin des Heiligtums unterhielt gute Beziehungen zur lokalen Bevölkerung und betreute Besucher aller Glaubensrichtungen mit derselben Liebenswürdigkeit und Anteilnahme, was von heutigen Unterstützern des Kults als Ermutigung dafür aufgefasst wird, Maria und ihr Haus in Ephesos als integratives Sinnbild für christlich-muslimische Verständigung zu interpretieren.
Viele Pilger trinken das Quellwasser oder nehmen es mit nach Hause; auch von Krankenheilungen wird berichtet. Die größte Aufmerksamkeit muslimischer Besucher, die heute aus allen Teilen der Türkei anreisen, findet neben der Quelle das so genannte Koranzimmer, angeblich das Schlafzimmer Marias, dessen Innenwände seit den 1980er Jahren mit Koranversen und islamischen Symbolen geschmückt sind, während im restlichen Bauwerk christliche Symbolik überwiegt. Im Verständnis vieler, auch türkischer Muslime ist die koranische Figur der Maryam eine erhabene und aufrichtige Frau, die bei Gott Fürbitten vorbringen kann, welche mit großer Sicherheit erhört werden. Traditionell ist es in manchen Gegenden der Türkei üblich, dass insbesondere Mittellose und Frauen, die nicht selbst nach Mekka pilgern können, ihre Pflicht zur Pilgerfahrt (Haddsch) ersatzweise durch einen oder mehrere Besuche des Marienhauses erfüllen.
Westliche Besucher reagieren zum Teil überrascht oder auch mit Unverständnis auf das muslimische Interesse an der marianischen Wallfahrtsstätte; auch innerislamisch verurteilen bestimmte radikalreligiöse Gruppen den Besuch katholischer Marienheiligtümer. Seit wenigen Jahren wird die Wallfahrtsstätte aus Sorge vor Zwischenfällen rund um die Uhr von türkischem Militär bewacht. Doch auch bei zahlreichen orthodoxen und protestantischen Pilgern, deren Glaubensauffassungen von römisch-katholischen Positionen oft deutlich abweichen, spielen dogmatisch-religiöse Überlegungen zur Stellung der Jungfrau Maria in der christlichen Glaubenslehre meist nur eine untergeordnete Rolle. Als Beweggründe für die Verehrung der Stätte überwiegen bei religiös motivierten Besuchern aller religiösen Traditionen Frömmigkeit, Hoffnung auf Hilfe in persönlichen Anliegen, Interesse an der Person und religiösen Gestalt Marias und historische Neugier.

## Repliken
Ähnlich wie für andere Marienhäuser – etwa die Geburts- und Verkündigungshäuser in Loreto (Italien) oder Walsingham (Norfolk) – seit langem gebräuchlich, entstanden seit der letzten Jahrtausendwende verschiedene Repliken des Marienhauses in Ephesos an anderen Orten, besonders auf dem amerikanischen Kontinent, so unter anderem in Jamaica (Vermont) (2002), Buenos Aires und Natividade (Rio de Janeiro); außerdem (in stark verfremdeter Form) auch in Eindhoven (Niederlande) sowie in dem seit den 1980er Jahren wegen angeblicher Marienerscheinungen bekannten Ort Medjugorje in der Herzegowina (nur Fassadennachbau).